# Raikot
|  | Per a altres significats, vegeu «Raikot (ciutat)». |

Raikot fou un antic estat musulmà independent fins al 1806, i després un petit feu de l'estat sikh de Lahore (1806-1809) i dels britànics (1809-1854), avui al districte de Ludhiana al Panjab (Índia) a uns 45 km al sud-oest de la ciutat de Ludhiana. Fou seu dels rajputs musulmans coneguts com els rais de Raikot que van tenir gran importància.
La família fou fundada per Tulsi Das, emigrat des de Jaisalmer el 1323 i es va establir a Faridkot. Es va fer musulmà i va agafar el nom de Shaikh Chachu. Els seus descendents van fundar les ciutats de Shahjahanpur (a Ludhiana) i Talwandi i van obtenir el títol de Rai del sultà Ala al-Din que probablement era Sayyid Ala al-Din Alam Shah (1445-1451/1452). Els Rais van adquirir la ciutat de Ludhiana el 1620 i durant el segle XVIII van governar un considerable territori que s'estenia més enllà del Sutlej; enfrontats al poder emergent dels sikhs van conservar el seu propi territori fins a l'inici del segle XIX cridant en ajut a George Thomas, que havia pres el control d'Haryana. El darrer rai independent fou Rai Alyas que va morir el 1802 i va deixar el seu territori a la seva mare Nur al-Nissa. El 1806 Ranjit Singh va creuar el Sutlej en ajut dels rages de Nabha i Jhind contra el seu veí de Patiala, i va aprofitar l'oportunitat per sotmetre el principat; va annexionar els seus dominis que va repartir entre els seus aliats i una part que es va quedar per ell mateix. Rani Nur al-Nissa va poder conservar la ciutat de Raikot com a feu, i altres membres de la família van rebre alguns jagirs.
Quan els britànics van estendre la seva protecció al Cis-Sutlej el 1809 van reconèixer totes les concessions de terres de Ranjit Singh i només van permetre a la rani reclamar els territoris que tenia el dia de l'establiment del protectorat britànic. Nur al-Nissa va morir el 1831 i la va succeir la seva jove Bhag Bhari, vídua de Rai Alyas, que va governar Rajkot fins al 1854. A la seva mort en aquest any el govern britànic va reconèixer com a hereu el seu nebot i fill adoptiu Imam Bakhsh Khan, amb títol de rai. La ciutat fou erigida en municipalitat el 1867.